# Kafes
Il Kafes, lett. "la gabbia", chiamato in lingua turca Çifte Kasırlar ( anche Veliahd Dairesi) era un'ala del Palazzo Topkapı, il complesso palaziale dei sultani ottomani d'Istanbul, dove i principi ereditari (tu. Şehzadeler) venivano tenuti sotto stretta sorveglianza, in un'aurea prigionia, nell'attesa di salire al trono. Il Kafes, come il resto del Topkapı, è oggi parte del complesso museale ottomano.

## Storia e utilizzo
La fase iniziale dell'esistenza dell'Impero ottomano fu funestata da aspre lotte civili per l'affermazione dei figli del defunto sultano. Pertanto divenne quasi d'obbligo per un nuovo sultano eliminare tutti i possibili rivali presenti sulla linea di successione una volta consolidata la sua posizione: la c.d. "Legge del fratricidio". Ciò tuttavia, se da un lato riduceva il rischio di un conflitto, recava l'indubbio svantaggio di poter condurre all'estinzione della famiglia. Pertanto venne adottata una soluzione che tenesse conto di questo problema, con il confino degli eredi potenziali.
Quando Ahmed I morì nel 1617, il suo figlio maggiore aveva solamente 13 anni: pertanto la linea di successione venne modificata dal Consiglio Imperiale a favore del fratello del defunto sultano, innalzato al trono con il nome di Mustafa I. Egli venne deposto una prima volta l'anno seguente e con la sua reclusione nel Kafes divenne il primo ospite del particolare appartamento (da poco edificato) sebbene altri principi prima di lui fossero stati tenuti al confino, sia pure in altri luoghi.

In altre circostanze si ripeté un'analoga situazione: era il 1687 e si trattava di scegliere tra il figlio e il fratello di un defunto sultano (venne incoronato il fratello). Da allora, come linea di principio venne deciso che il trono fosse riservato al più anziano tra i fratelli in vita del sultano precedente, per poi passare ai figli di questi; un principio che venne adottato anche dalla casa reale saudita.
Non era pratica comune per un sultano confinare i propri figli nel Kafes, era invece piuttosto utilizzato per fratelli, cugini e nipoti, successivamente alla loro raggiunta maturità, segnata dall'uscita dai quartieri delle donne, l'harem. L'ingresso nell'età adulta significava anche la cessazione di ogni forma di educazione, e l'abbandono di ogni contatto con l'esterno e con le persone, se si eccettuavano i servi e le donne dell'harem. Coloro che malauguratamente venivano a trovarsi nella posizione di sultani una volta usciti dal Kafes si rivelarono pertanto pessimi uomini di stato, del tutto inadatti alla gestione di un impero. In generale, anche i sultani deposti erano mandati nel Kafes.

## Descrizione
Il kafes è privo di un ingresso vero e proprio: può essere raggiunto solo da passaggi interni al Topkapı. Poggia su di una piattaforma sopraelevata. L'interno consta appunto di due sale gemelle con soffitto conico, "a chiosco", rassomiglianti l'interno della tenda ottomana. Gli unici mobili disponibili sono divani collocati lungo le pareti. Buona parte delle decorazioni lignee barocche originali è stata rimossa, tanto quanto le ceramiche di İznik. La cupola lignea decorata è invece ancora originale e costituisce un buon esempio degli stilemi decorativi ottomani del primo Seicento. Il camino nella seconda stanza ha un alto cofano dorato ed è stato riportato al suo aspetto originale. Le persiane delle finestre accanto al camino sono decorate con intarsi in madreperla. Le finestre in vetro colorato si affacciano sull'alta terrazza e sul giardino della piscina sottostante. I rubinetti di queste finestre sono circondati da disegni rossi, neri e dorati.